# Oudart Colas
Pour les articles homonymes, voir Colas.
Oudart Colas est un sculpteur du XVe siècle.

## Biographie
Oudart Colas est le fils d'Antoine Colas. Il sculpta en 1490 un Saint Michel monumental en pierre de Tonnerre qui fut placé en haut du pignon de la cathédrale de Troyes. Il collabora à la décoration du jubé de l'église Sainte-Madeleine.